# Real Sociedad de Nueva Gales del Sur
La Real Sociedad de Nueva Gales del Sud (en inglés Royal Society of New South Wales es una sociedad científica con sede en Sídney, Australia. Se estableció como Sociedad Filosófica de Australasia el 27 de junio de 1821 (203 años). Es la más antigua sociedad científica en Australia, y una de las más antiguas sociedades científicas en el hemisferio sur.
Después de un período de inactividad, el título fue cambiado a Sociedad Filosófica australiana (el 19 de enero de 1850). Y el título actual de la sociedad fue dado con asentimiento real, el 12 de diciembre de 1866 (158 años).
La afiliación está abierta a cualquier persona interesada en la promoción de estudios de Ciencia, Arte, Literatura, Filosofía. 
La sociedad publica el Journal and Proceedings of The Royal Society of New South Wales. Reuniones mensuales se llevan a cabo en Sídney, y la sucursal en Southern Highlands es muy activa. El Gobernador General de Australia y el de Nueva Gales del Sur son patrocinantes comunes de la sociedad.

## Miembros notables
- Edward Wollstonecraft: miembro fundador de la original Philosophical Society of Australasia
- William Branwhite Clarke: geólogo y durante mucho tiempo vicepresidente
- Philip Sídney Jones: cirujano, miembro durante 51 años
- James Charles Cox, conquiólogo
- William Scott: astrónomo, clérigo
- Robert Hamilton Mathews: antropólogo, topógrafo

## Presidentes
- Thomas Brisbane, 1821
- George Handley Knibbs, 1881
- Archibald Liversidge, 1885, 1889, 1900
- Charles Smith Wilkinson, 1887
- William Henry Warren, 1892, 1902
- Henry Chamberlain Russell (cuatro veces)
- Frederick Bickell Guthrie, 1903
- Richard Hind Cambage, 1912, 1923
- Henry George Smith, 1913
- Ernest Clayton Andrews, 1921
- Carl Süssmilch, 1922
- Sir Tannatt William Edgeworth David (dos veces)
- James Douglas Stewart, 1927–1928
- William Rowan Browne, 1932-33
- Arthur Bache Walkom, 1943
- Sir Ronald Sídney Nyholm, 1954
- Howard McKern c.1970?
- Professor Peter A. Williams, 2001
- Prof. J.C Kelly

Lista incompleta